# Животна средина под лупом : отворено о ефикасности институција
Животна средина под лупом : отворено о ефикасности институција је стручна монографија аутора Александаре Ђекић, Ане Аћимов, Гордане Адамов и Кристине  Главарданов, објављена 2022. године у издању Бечејског удружења младих из Бечеја.

## О књизи
Књига представља обједињену анализу рада локалних инспекција за заштиту животне средине на територији Војводине, као и правосудних органа. Закључак који књига доноси јесте да нема очекиваног ефекта њиховог рада. За потребе истраживања анализирана је документација од 2015. до 2021. године, са циљем да се утврди пракса поступања инспекција према грађанским пријавама и потом судски епилози.
Издавање књиге Животна средина под лупом : отворено о ефикасности институција омогућила је Фондација за отворено друштво, Србија.